# Vallentuna distrikt
Vallentuna distrikt är ett distrikt i Vallentuna kommun och Stockholms län. 
Distriktet ligger i sydvästra delen av kommunen.

## Tidigare administrativ tillhörighet
Distriktet inrättades 2016 och utgörs av socknen Vallentuna i Vallentuna kommun. Överensstämmelsen är inte total, då till exempel Lövsättra ingick i Täby socken.
Området motsvarar den omfattning Vallentuna församling hade vid årsskiftet 1999/2000.